# Mustelus
Mustelus là một chi Elasmobranquios Carcharhiniformes trong họ Triakidae.

## Các loài
Chi này có các loài:
- Mustelus albipinnis
- Mustelus antarcticus
- Mustelus asterias
- Mustelus californicus
- Mustelus canis
- Mustelus dorsalis
- Mustelus fasciatus
- Mustelus griseus
- Mustelus henlei
- Mustelus higmani
- Mustelus lenticulatus
- Mustelus lunulatus
- Mustelus manazo
- Mustelus mangalorensis
- Mustelus mento
- Mustelus minicanis
- Mustelus mosis
- Mustelus mustelus
- Mustelus norrisi
- Mustelus palumbes
- Mustelus punctulatus
- Mustelus ravidus
- Mustelus schmitti
- Mustelus sinusmexicanus
- Mustelus stevensi
- Mustelus walkeri
- Mustelus whitneyi
- Mustelus widodoi